# Margit Schumann
Margit Schumann (Waltershausen, 14 september 1952 - Oberhof, 11 april 2017) was een Oost-Duits rodelaarster. 
Schumann won tijdens de Olympische Winterspelen 1972 in het Japanse Sapporo de bronzen medaille. Vanaf 1973 werd Schumann viermaal op rij wereldkampioene. Tijdens de Olympische Winterspelen 1976 won Schumann de gouden medaille.

## Resultaten

### Wereldkampioenschappen
| Jaar | Plaats       | Resultaat   |
| ---- | ------------ | ----------- |
| 1973 | Oberhof      | individueel |
| 1974 | Königssee    | individueel |
| 1975 | Hammarstrand | individueel |
| 1977 | Igls         | individueel |

### Olympische Winterspelen
| Jaar | Plaats      | Resultaat      |
| ---- | ----------- | -------------- |
| 1972 | Sapporo     | individueel    |
| 1976 | Innsbruck   | individueel    |
| 1980 | Lake Placid | 6e individueel |

1964: Ortrun Enderlein ·
1968: Erica Lechner ·
1972: Anna-Maria Müller ·
1976: Margit Schumann ·
1980: Vera Sosoelja ·
1984: Steffi Walter-Martin ·
1988: Steffi Walter-Martin ·
1992: Doris Neuner ·
1994: Gerda Weissensteiner ·
1998: Silke Kraushaar ·
2002: Sylke Otto ·
2006: Sylke Otto ·
2010: Tatjana Hüfner ·
2014: Natalie Geisenberger ·
2018: Natalie Geisenberger ·
2022: Natalie Geisenberger